# Nikos Filippou
Nikos Filippou, en griego: Νίκος Φιλίππου , (nacido el 15 de julio de 1962 en Grecia) es un exjugador griego de baloncesto. Con 2.02 de estatura, jugaba en el puesto de Ala-pívot.

## Trayectoria
- 1982-1991 Aris Salónica BC
- 1991-1993 PAOK Salónica BC
- 1993-1994  Papagou